# Johann Philip Ernst Ebbeke
Johann Philip Ernst Ebbeke oder Johann Philipp Ernst Ebbecke (geboren am 25. November 1759 in Idensen; gestorben am 1. Februar 1845 in Bennemühlen) war ein evangelischer Geistlicher und Religionslehrer und Erzieher dreier Töchter von Herzog Karl. II. von Mecklenburg.

## Leben
Ebbeke war der Erstgeborene von zwei Söhnen des um 1725 in Göttingen geborenen und ab 1755 als Idensener Pastor adjunkt tätigen Johann Otto Ebbecke (gestorben am 16. November 1765 in Idensen).
Er immatrikulierte sich am 21. April 1779 an der Universität Göttingen und wurde 1787 Vikar in Hannover-Herrenhausen. Als junger Geistlicher kam er in das Haus des Herzogs von Mecklenburg-Strelitz, der zur Zeit des Kurfürstentums Braunschweig-Lüneburg während der Personalunion zwischen Großbritannien und Hannover von 1775 bis 1795 als Generalstatthalter des in London regierenden englischen Königs Georg III. in Hannover residierte.
In Hannover übernahm Ebbeke als Religionslehrer die Ausbildung und Erziehung dreier Töchter des Herzogs Karl II., namentlich der späteren Königin von Preußen Prinzessin Luise von Mecklenburg-Strelitz sowie der späteren Königin von Hannover Prinzessin Friederike zu Mecklenburg als auch der geborenen Herzogin zu Mecklenburg und späteren Prinzessin von Thurn und Taxis  Therese zu Mecklenburg.
Am 26. Januar 1792 heiratete Ebbeke in der hannoverschen Aegidienkirche die in Einbeck geborene Louise Georgine Erbroth, Tochter des in Neustadt am Rübenberge tätigen Bürgermeisters Just Peter Erbroth und dessen Ehefrau Dorothea.
Unterdessen hatte Ebbeke entweder schon ab 1791 oder ab 1792 zunächst als mitarbeitender Pastor auf Probe, kurz Pastor coll. genannt, und ab 1794 und bis 1836 als Prediger zu Rethmar in der Nähe von Lehrte gewirkt.
Nach der sogenannten „Franzosenzeit“ und der Erhebung des vormaligen Kurfürstentum Braunschweig-Lüneburg, inoffiziell auch Kurhannover genannt, zum Königreich Hannover heiratete Ebbekes erstgeborenes Kind, die Tochter Louise Friederike Sophie, 1816 in Visselhövede Wilhelm Berkefeld. Ebbekes Sohn Otto Georg Ebbeke wanderte nach Amerika aus.
Ebbeke, 1841 für seine Verdienste als Ritter des Königlichen Guelphen-Ordens ausgezeichnet, geriet durch eine Krankheit seiner Ehefrau, die am 18. April 1839 in Rethmar verstarb, zeitweilig in finanzielle Nöte und wurde in der Folge von Friederike von Preußen mit jährlich 100 Talern in Gold unterstützt.

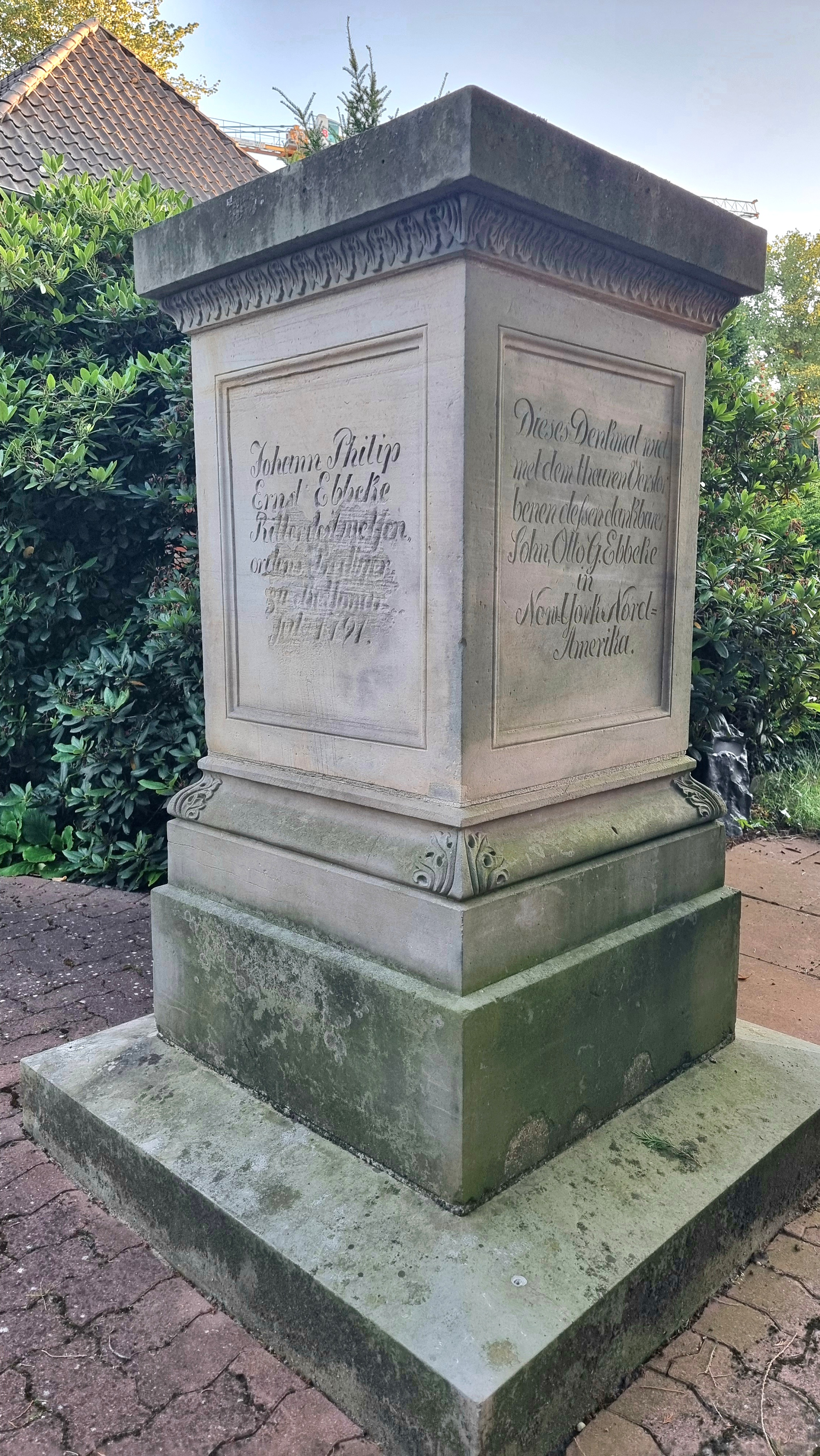
Grabdenkmal auf dem Friedhof Bissendorf

Seine letzten Lebensjahre verbrachte Ebbeke in Bennemühlen, wo er auch verstarb. Beigesetzt wurde er jedoch auf dem Friedhof der Kirchengemeinde von St. Michaelis in Bissendorf. Dort ließ ihm sein in New York lebender Sohn ein Grabmal errichten, das zu den bedeutenden Kunstdenkmälern des Ortes zählt.

## Schriften
- Predigt über den Glauben an Unsterblichkeit nach 2, Thimoth. I, 10, geh. in St. Petri-Domkirche zu Bremen am 6. Sonntage nach Trin. 1809, Bremen: Meier, [1809]
- Christlich religiöser Blick auf die Zeiten, zur Beruhigung der Herzen und zur Erwckung frommer Thätigkeit, in Predigten von Joh. Phil. Ernst Ebbeke, Hannover: Helwing 1810
- Predigt, gehalten am Friedensfeste in den Churhannoverschen Landen, am 24sten Julius 1814 / von Joh. Phil. Ernst Ebbeke, Hannover: Helwing, 1814